# Ближнє (Курманський район)
Бли́жнє (до 1948 року — Кокчора-Кият; крим. Kökçora Qıyat) — село Курманського району Автономної Республіки Крим.